# Orchestre symphonique de la radio-télévision irlandaise

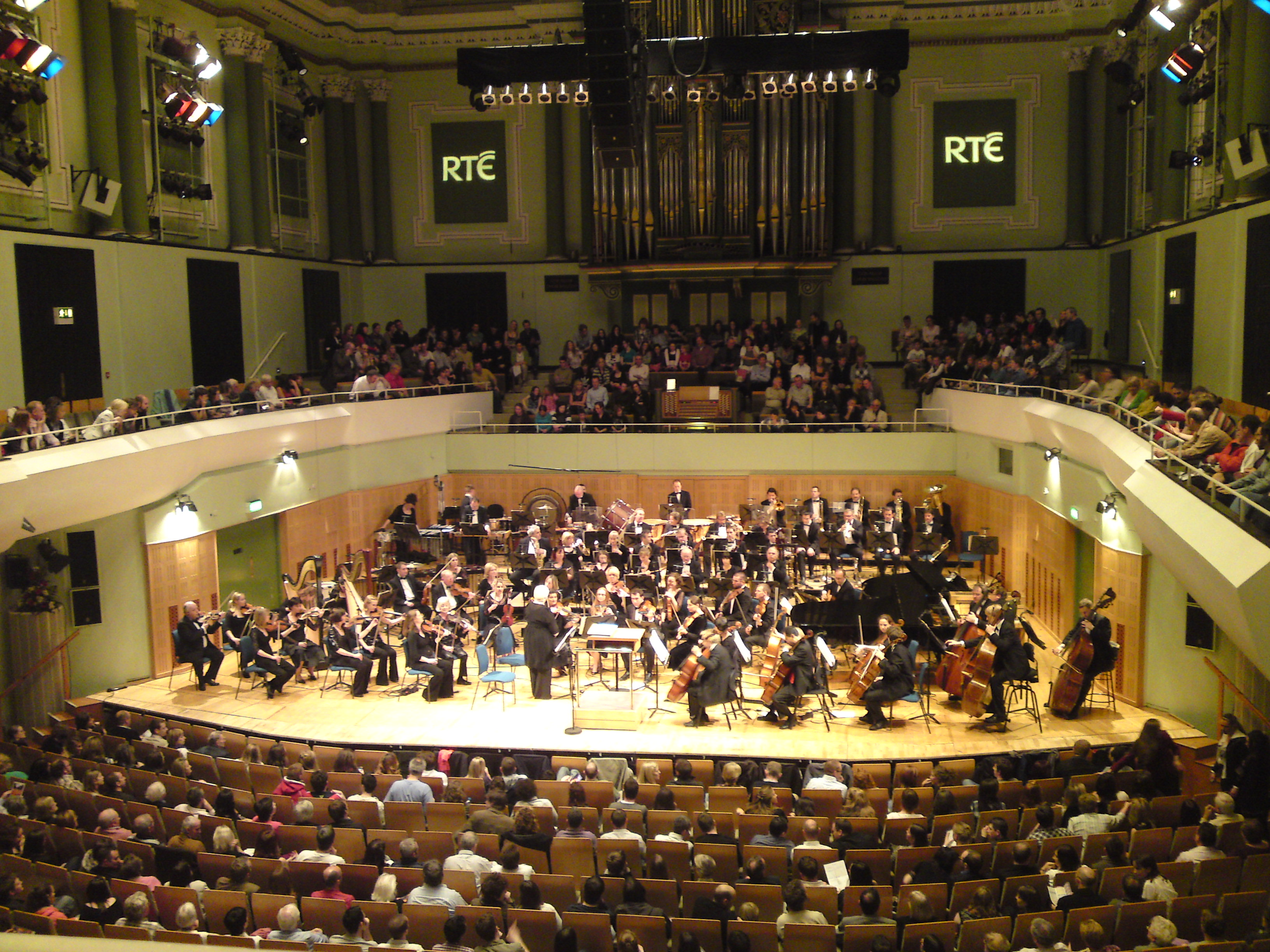
Un concert au National Concert Hall, à Dublin, en 2009

L'Orchestre symphonique de la radio-télévision irlandaise, ou Orchestre national d'Irlande (RTÉ National Symphony Orchestra en anglais), est un orchestre symphonique irlandais fondé en 1948. 

## Historique
Fondé en 1948,, d'abord connu comme Orchestre symphonique de la radio irlandaise (Radio Telefis Éireann Symphony Orchestra), il devient en 1989 Orchestre national d'Irlande (RTÉ National Symphony Orchestra) à la suite d'une réforme qui en élargit l'effectif et les activités.
Outre sa saison symphonique, aujourd'hui au National Concert Hall, l'orchestre participe à la saison lyrique de Dublin et au festival de Wexford.

## Chefs permanents
Comme chefs permanents, se sont succédé à la tête de la formation :
- Michel Bowles (1946-1947)
- Jean Martinon (1947-1950)
- Milan Horvat (1952-1960)
- Tibor Paul (1961-1967)
- Albert Rosen (1968-1980)
- Colman Pearce (1979-1984)
- Bryden Thomson (1984-1987)
- Janos Fürst (1987–1989)
- George Hurst (1990–1994)
- Kasper de Roo (1994–1998)
- Alexander Anissimov (1998–2001)
- Gerhard Markson (2001–2009)
- Alan Buribayev (2010–2016)
- Nathalie Stutzmann (2017[4]–2019)
- Jaime Martín (en) (depuis 2019[1])

## Créations
Parmi les créations notables de l'orchestre figurent des œuvres de Seóirse Bodley, Brian Boydell (en) (Mors et Vita), John Kinsella (Montage 2), Seán Ó Riada (Nomos no 2), Gerard Schurmann (Seven Studies of Francis Bacon, 1969) et Gerard Victory (en) (Symphonie no 2, 1977 ; Symphonie no 4, 1991).